# Université de technologie de Belfort-Montbéliard
L’université de technologie de Belfort-Montbéliard (UTBM) est une école d'ingénieur française fondée en 1999. Elle a le statut d'EPSCP et est habilitée à délivrer un diplôme d'ingénieur reconnu par l'État.
Elle avait 2810 étudiants en 2023 et a formé 529 ingénieurs en 2023[source insuffisante].

## Historique
Cette section ne s'appuie pas, ou pas assez, sur des sources secondaires ou tertiaires indépendantes du sujet. Le texte peut contenir des analyses inexactes ou inédites de sources primaires.
Pour l'améliorer, ajoutez-en, ou placez des modèles {{Source secondaire souhaitée}} ou {{Source secondaire nécessaire}} sur les passages mal sourcés. (juin 2023)

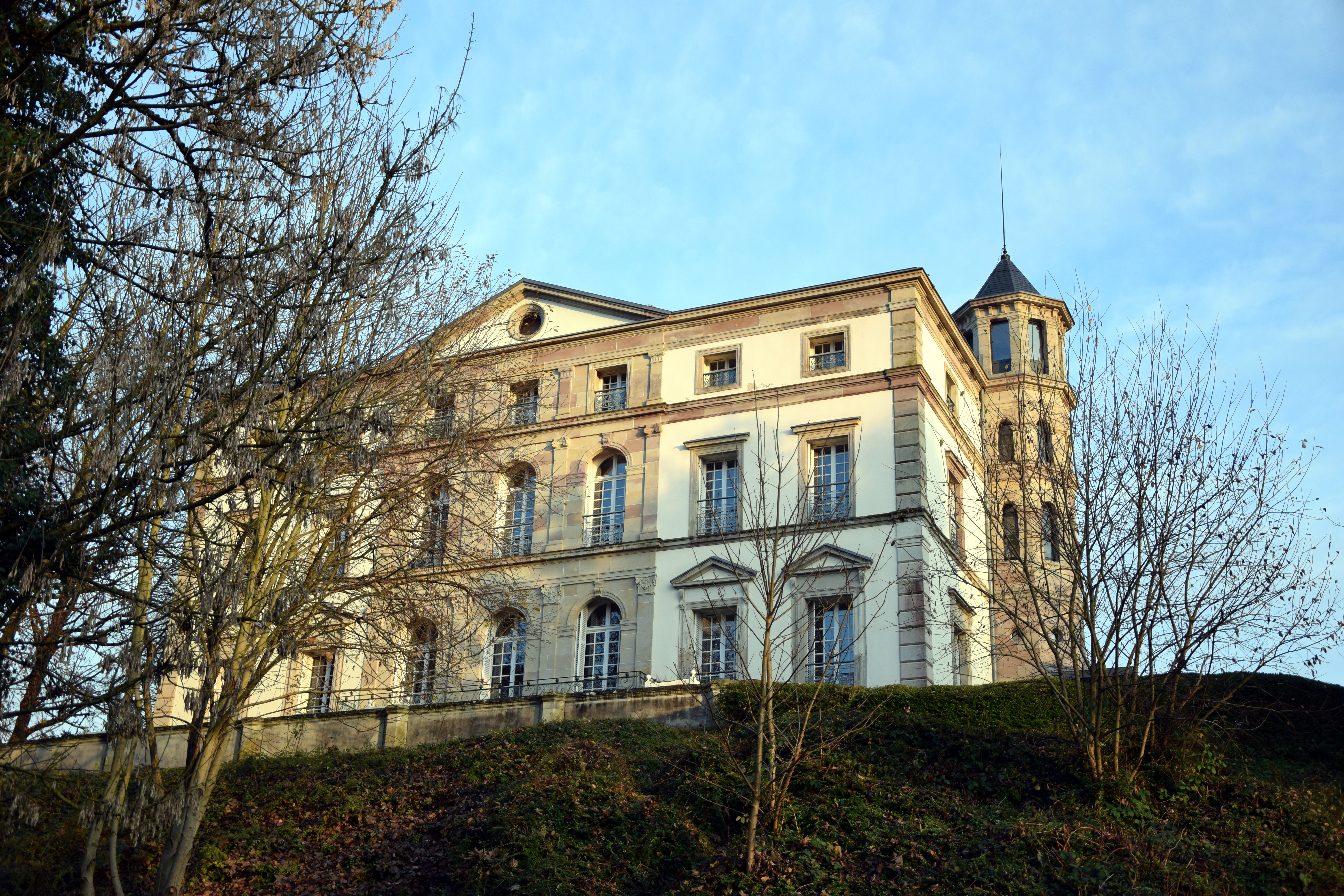
Le château Saglio à Sevenans.

Elle est issue de la fusion de l’école nationale d'ingénieurs de Belfort (ENIBe) créée en 1962, et de l’antenne de l’université de technologie de Compiègne implantée en 1985 à Sevenans, devenue « Institut polytechnique de Sevenans » en 1991. Elle a été fondée en 1999.
Elle fait partie, tout comme l'université de technologie de Compiègne, l'université de technologie de Troyes et l'Université de Technologie de Tarbes, du Réseau des universités de technologie.
En 2023, elle rejoint l'« accord de Grenoble » sur le développement durable.

## Relations internationales
L'UTBM est membre d'Erasmus. Elle dispose de partenariats avec plus de 220 universités à travers le monde[réf. souhaitée].

En Afrique, l'UTBM est impliquée dans la structuration d'un système de formation à l'ingénierie mathématique au bénéfice de l'Université de Lomé, au Togo au travers du projet IMPACT, un programme d'accompagnement et de coopération chapeauté par l'Agence Nationale de la Recherche. En Angola, l'UTBM porte depuis 2015, avec l'Université Agostinho Neto de Luanda, un programme de coopération visant à y développer le modèle des Universités de Technologie.  

Bâtiment du « pont » vue du dessus sur le campus de Sévenans.

## Classement
L'UTBM occupe la 1499ième place du classement mondial 2023 des universités CWUR (Center for World University Rankings) en progression de 317 places par rapport au classement 2022.
L'UTBM figure au classement thématique de Shanghai pour l'édition 2023. Réalisé par l’Université chinoise Jiao Tong de Shanghai, ce classement (Global Ranking of Academic Subjects, GRAS) a pour objet d’évaluer l’engagement des établissements d’enseignement supérieur et de recherche dans leurs activités de recherche. L’UTBM figure dans le domaine de l’ingénierie, au titre de deux disciplines scientifiques : l’ingénierie mécanique, dans le segment 5-10ème meilleures institutions françaises ; les sciences et technologies de l’instrumentation. Pour ces deux disciplines scientifiques, l’UTBM apparaît dans le segment de 201-300ème meilleures institutions au monde.

## Pour approfondir